# Kawanishi (Yamagata)
Kawanishi (jap. 川西町 Kawanishi-machi) – miasto w Japonii, na wyspie Honsiu, w prefekturze Yamagata. Według danych na rok 2020 miejscowość zamieszkiwało 14 558 mieszkańców , a gęstość zaludnienia wyniosła 87,4 os./km².